# Thelotrema africanum
Thelotrema africanum är en lavart som först beskrevs av Hale, och fick sitt nu gällande namn av Hale. Thelotrema africanum ingår i släktet Thelotrema och familjen Graphidaceae.   Inga underarter finns listade i Catalogue of Life.